# Z 25
Z 25 war ein Zerstörer des Typs 1936A der deutschen Kriegsmarine. Erste Einsätze erfolgten 1941 von Kirkenes im Nordmeer. Im April 1942 war Z 25 am Angriff auf die Edinburgh beteiligt, der zum Verlust des britischen Kreuzers führte. Zuletzt wurde der Zerstörer in der Ostsee eingesetzt. Er überlebte den Weltkrieg und wurde im Februar 1946 an Frankreich übergeben und von der französischen Marine als Hoche in Dienst gestellt. 1958 wurde die ehemalige Z 25 ausgesondert und bis 1962 abgebrochen.

## Baugeschichte
Der Zerstörer Z 25 war das dritte Boot des im Mai 1938 bestellten Typs 1936A. Alle acht Boote der Klasse entstanden im Werk Weser der Deschimag. 1938 begann der Bau des ersten Bootes, dessen Stapellauf 1939 nach dem Kriegsbeginn erfolgte. Die Kiellegung von Z 25 erfolgte am 15. Februar 1939 und das Boot lief am 16. März 1940 vom Stapel. Der Typ 1936A war eine Weiterentwicklung des Typs 1936 und entsprach den Vorgängern in der Grundauslegung. Die Boote waren mit einer Länge von 127 m über alles und von 121,9 m in der Wasserlinie etwas länger, waren bis zu 12,0 m breit und hatten einen maximalen Tiefgang von 4,5 m. Alle erhielten den sogenannten Atlantikbug. Die Standardverdrängung von Z 25 betrug 2543 ts bzw. 3543 ts bei voller Ausrüstung. Die Deschimag-Getriebeturbinen hatten eine Höchstleistung von 70.000 PS, die dem Boot eine Höchstgeschwindigkeit von über 36 kn ermöglichten. Die Dampferzeugung für die Turbinen erfolgte in sechs Hochdruckkesseln vom System Wagner. Die ersten fünf neuen Boote konnten mit 791 t etwas mehr Treiböl fassen und hatten eine Reichweite von 2500 Seemeilen bei 19 kn. Abweichend von den bisherigen Zerstörern erhielten die Neubauten zwei Ruder im Schraubenstrom, die ihre Manövrierfähigkeit verbesserten. Die geplante Verbesserung der Seefähigkeit durch den Atlantikbug und Änderungen am Rumpf brachten nicht die erwarteten Erfolge. Insbesondere der sehr schwere Doppelturm auf dem Vorderschiff wirkte sich negativ aus.

### Verstärkte Bewaffnung
Der wesentliche Unterschied des Typs 1936A war die Verstärkung der Bewaffnung auf 15-cm-L47-Torpedobootskanonen des Modells C36. Das Kaliber war im Ersten Weltkrieg schon auf den Torpedobooten des Typs 1916 eingebaut worden, die aber nicht mehr vor dem Kriegsende zum Einsatz kamen. Nur zwei der zwölf geplanten Boote konnten fertiggestellt werden und dienten einige Jahre in der französischen Marine als Amiral Sénès bzw. in der italienischen Marine als Premuda. Die Folgebauten beider Marinen erhielten allerdings Geschütze mit kleinerem Kaliber.
Die beiden vorderen 15-cm-Geschütze sollten in einem (Doppel-)Turm aufgestellt werden. Die Fertigung dieser Türme verzögerte sich aber erheblich und hielt mit der Fertigung der Zerstörerrümpfe und ihrer sonstiger Ausrüstung nicht Schritt. So wurde keines der acht Boote mit dem Doppelturm fertig. An dessen Stelle wurde vorläufig ein Einzelgeschütz auf Basis des Turmes aufgestellt. Auf dem Achterschiff erfolgte, wie bei den vorangegangenen Zerstörern, die Aufstellung von drei 15-cm-Einzelgeschützen. Die Flugabwehrbewaffnung bestand aus zwei 3,7-cm-Fla-Zwillingsgeschützen wie bei den Vorgängern, aber nur fünf 2-cm-Maschinenkanonen des Modells 38. Dazu kamen zwei Vierlings-53,3-cm-Torpedorohrsätze, vier Wasserbombenwerfer an den Seiten des hinteren Deckshauses und bei Bedarf bis zu 60 Minen.
Im September 1942 wurde Z 25 als zweiter Zerstörer des Typs 1936A auf den 15-cm-Doppelturm umgerüstet. Wie alle Zerstörer der Klasse wurde die Flugabwehrbewaffnung von Z 25 durch einen 2-cm-Flak-Vierling 38 verstärkt, zu dem Anfang 1943 noch ein zweiter kam. Anfang 1945 war die Z 25 mit erheblich verstärkter Flugabwehr einsatzbereit (Barbara-Bewaffnung). Das 15-cm-Einzelgeschütz vor dem hinteren Deckshaus und die fünf 2-cm-Einzelkanonen wurden entfernt und durch sechs 3,7-cm-L/57-Einzelgeschütze M/43 und vier 20-mm-L65-Zwillingsgeschütze C/38 ersetzt, sodass der Zerstörer neben einem 15-cm-Doppelturm am Bug und zwei Einzelgeschützen am Heck über zehn 3,7-cm-Flak (zwei Zwillings-, sechs Einzelgeschütze) und sechzehn 20-mm-Flak (zwei Vierlings-, vier Zwillingsgeschütze) verfügte.

## Einsatzgeschichte
Z 25 wurde bei Indienststellung der 8. Zerstörerflottille zugeteilt. Erster Kommandant war Korvettenkapitän Heinrich Gerlach. Der einsatzbereite Zerstörer verlegte am 26. Juni 1941 von Kiel nach Bergen. Er hatte auf dem Verlegungsmarsch eine schwere Grundberührung bei Haugesund, bei der beide Propeller verbogen wurden und Schäden am Schiffsrumpf entstanden. Das Boot musste zur Reparatur wieder in die Bauwerft. Der reparierte Zerstörer wurde Ende September 1941 unter seinem neuen Kommandanten Korvettenkapitän Heinz Peters der Nordgruppe der „Baltenflotte“ unter Vizeadmiral Ciliax zugeteilt, die am 23. September mit dem Schlachtschiff Tirpitz, dem Schweren Kreuzer Admiral Scheer, den Leichten Kreuzern Nürnberg und Köln sowie den Schwesterbooten Z 26 und Z 27 und den Torpedobooten T 2, T 5, T 7, T 8, T 11 sowie einigen Schnellbooten aus Swinemünde bis in die Ålandsee zur Bekämpfung etwaiger Aktivitäten der sowjetischen Flotte vorstieß. Nach den erfolgreichen Angriffen des Sturzkampfgeschwaders 2 unter Oberstleutnant Dinort auf die Schiffe der Baltischen Flotte liefen die beiden schweren Einheiten wieder zurück. Die Zerstörer blieben mit Ciliax’ neuem Flaggschiff Nürnberg zur Absicherung am Ausgang des Finnbusens, bis auch sie am 1. Oktober nach Gotenhafen zurückgezogen wurden.
Am 28. November übernahm Z 25 in Aarhus Minen und verlegte dann mit den Schwesterbooten Z 27, Z 23 und der Paul Jacobi sowie dem Schnellbootbegleitschiff Tanga nach Drontheim.

### Einsatz im Nordmeer
Vom 16. bis zum 18. Dezember 1941 stieß Z 25 in der 8. Zerstörerflottille unter Kapitän zur See Pönitz mit Z 23, Z 24 und Z 27 gegen die Kola-Küste vor. Als das Flottillenboot Z 26 wegen eines Maschinenschadens ausfiel, wechselte der Flottillenchef auf Z 25. Am 17. trafen die vier Zerstörer 14 sm vor der Küste auf die zur Aufnahme des Nordmeergeleitzuges PQ 6 ausgelaufenen britischen Minensuchboote Hazard und Speedy, die irrtümlich als russische Zerstörer der Gnevny-Klasse angesprochen wurden. Die Speedy erhielt vier Treffer, die Hazard blieb unbeschädigt. Die beiden Minensucher entkamen den deutschen Angreifern, die die sieben Frachter des von dem Kreuzer Edinburgh und den Zerstörern Echo und Escapade gesicherten Konvois nicht entdeckten.
Die in Kirkenes stationierte Flottille führte weitere Aufklärungs-, Sicherungs- und Geleitfahrten durch. Am 13. Januar 1942 war Z 25 wieder Führerboot der 8. Zerstörerflottille und sicherte Z 23 und Z 24, die vier Minensperren mit 100 EMC im Westfahrwasser des Weißen Meeres bei Kap Kachowskij legten. Am 27. Januar endete der erste Einsatz des Zerstörers im Nordmeer und er verlegte von Kirkenes nach Brest in Frankreich.

### Verlegung der Schweren Einheiten
Am 12. Februar 1942 sicherte Z 25 mit den Zerstörern Z 29 (Flaggschiff des F.d.Z., Konteradmiral Erich Bey), Richard Beitzen (mit dem Chef der 5. Zerstörerflottille, Kapitän zur See Berger), Paul Jacobi, Friedrich Ihn und Hermann Schoemann den Ausbruch der Schlachtschiffe Scharnhorst (Flaggschiff des Befehlshabers der Schlachtschiffe Vizeadmiral Ciliax) und Gneisenau und des Schweren Kreuzers Prinz Eugen aus Brest durch den Ärmelkanal und die südliche Nordsee nach Deutschland (Unternehmen Cerberus).
Wegen der durch Minentreffer verursachten Schäden an den beiden Schlachtschiffen verzögerte sich deren Verlegung nach Norwegen (Operation Sportpalast), zu der am 21. Februar lediglich die Schweren Kreuzer Prinz Eugen und Admiral Scheer Brunsbüttelkoog verließen. Neben Z 25 sicherten die Zerstörer Richard Beitzen, Paul Jacobi, Hermann Schoemann und Friedrich Ihn den Verband. Bereits in der südlichen Nordsee erfassten britische Aufklärer die Schiffe, doch wurde einer der Fühlungshalter durch deutsche Jäger abgeschossen. Von daraufhin angesetzten Bombern fand nur eine Maschine den Verband, die ihre Bomben neben die Prinz Eugen warf und dann abgeschossen wurde. Am 22. Februar liefen die Deutschen zum Auftanken in den Grimstadfjord, aus dem sie noch am gleichen Abend wieder ausliefen. Die Richard Beitzen, die Friedrich Ihn und die Paul Jacobi wurden wegen des schlechten Wetters nach Bergen entlassen, während die Schweren Kreuzer mit der Z 25 und der Hermann Schoemann am 23. weiter nach Drontheim liefen. Aus einer vor der dortigen Küste aufgestellten britischen U-Boot-Gruppe kam nur die Trident an den Verband heran und erzielte einen Torpedotreffer am Heck der Prinz Eugen. Versuche der Home Fleet unter Admiral Tovey, mit dem Flugzeugträger Victorious oder Überwassereinheiten die deutschen Schiffe auf ihrem Marsch nach Norden abzufangen, scheiterten.

### Weitere Einsätze im Nordmeer
Als am 6. März 1942 die Tirpitz erstmals die Schären verließ, um einen britischen Geleitzug anzugreifen, gehörte die Z 25 neben der Friedrich Ihn, der Paul Jacobi, der Hermann Schoemann und zwei Torpedobooten zu ihrer Sicherung. Die Paul Jacobi und die beiden Torpedobooten mussten frühzeitig entlassen werden, und das schlechte Wetter erlaubte keine Luftaufklärung. Die Geleitzüge PQ 12 und QP 8 wurden nicht gefunden, QP 8 wurde unwissend sehr nah passiert. Lediglich der sowjetische Nachzügler Izora (2815 BRT) konnte von der Friedrich Ihn versenkt werden. Die auch in See stehende Home Fleet unter Tovey entdeckte erst am 9. März das deutsche Schlachtschiff und seine Begleiter; ein Angriff von zwölf Albacore-Torpedoflugzeugen der Victorious sowie ein U-Boot-Angriff blieben jedoch erfolglos. Acht britische Zerstörer erwarteten den deutschen Verband vor Bodø vergeblich, da dieser langsamer als erwartet zurückmarschierte. Am 13. März erreichten die deutschen Einheiten wieder ihrer Liegeplätze bei Trondheim.
Vom 19. bis zum 27. März marschierte die 8. Zerstörerflottille mit Z 24, Z 25 und Z 26 von Trondheim wieder nach Kirkenes. Schon am folgenden Tag wurden die drei Zerstörer gegen den Geleitzug PQ 13 eingesetzt, den am 27. eine BV 138 der 2./KFlGr 406 entdeckt hatte. Der Konvoi war durch schwere Stürme ziemlich zerstreut worden. Gesichert wurde er durch den Kreuzer Trinidad, die Zerstörer Eclipse, Fury, den Geleitzerstörer Lamerton sowie zwei U-Abwehr-Trawler und drei ehemals norwegische Walfangboote, von denen die Sulla im Sturm gesunken war. Von Murmansk stießen der britische Zerstörer Oribi und die sowjetischen Zerstörer Gremyashchi und Sokrushitelny zum sich wieder organisierenden Geleitzug.
Die deutschen Zerstörer waren auf ihrer Suche zuerst auf den versprengten Frachter Bateau (4687 BRT) getroffen, den Z 26 versenkte. Bei geringer Sicht und Schneetreiben stießen sie dann auf die vor dem Geleitzug laufenden Trinidad und Fury. Der britische Kreuzer schoss Z 26 manövrierunfähig. Ein daraufhin von der Trinidad als Fangschuss abgefeuerter Torpedo wurde zum Kreisläufer und traf den Kreuzer selbst, der aber noch nach Murmansk eingebracht werden konnte. Z 24 und Z 25 konnten von der sinkenden Z 26 88 Mann retten; 240 Mann fanden auf Z 26 den Tod. Die beiden Boote trafen im andauernden Gefecht die Eclipse schwer (23 Tote) und entkamen dann nach kurzen Schusswechseln mit der Oribi und der Sokrushitelny nach Kirkenes.
Der nächste Einsatz der Kirkenes-Zerstörer erfolgte gegen den am 10. April 1942 mit fünfzehn Transportern vom Kolafjord ausgelaufenen Geleitzug QP 10 mit den Zerstörern Hermann Schoemann, Z 24 und Z 25, die vergeblich nach dem Konvoi suchten, obwohl Flugzeuge und U-Boote erfolgreich den Konvoi angriffen. Auch der Gegengeleitzug PQ 14 wurde in dem schlechten Wetter von den Zerstörern der 8. Zerstörerflottille nicht gefunden.

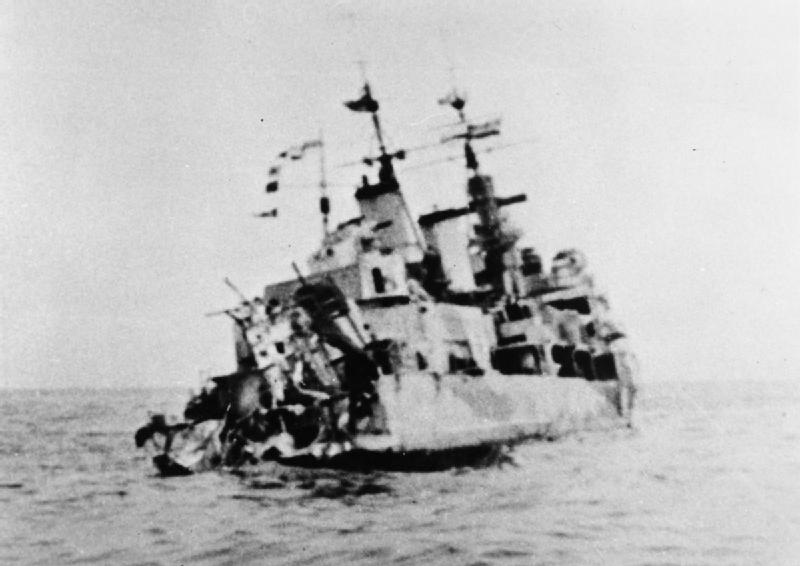
Die beschädigte Edinburgh

Auch gegen den Rückgeleitzug QP 11 mit 13 Schiffen, der am 28. April Murmansk verlassen hatte, liefen die Zerstörer Hermann Schoemann (mit dem Chef der 6. Zerstörerflottille, Kapitän zur See Schulze-Hinrichs, an Bord), Z 24 und Z 25 aus. Durch Eis behindert und mehrfach durch britische Zerstörer und die Korvette Snowflake abgedrängt, gelangt es ihnen nur, den sowjetischen Frachter Tsiolkovski (2847 BRT) und den Zerstörer Amazon zu beschädigen. Anschließend suchten die Zerstörer die durch einen Torpedotreffer von U 456 bewegungsunfähige Edinburgh, deren Sicherung durch das sowjetische Wachschiff Rubin, einen Schlepper und die britischen Minensucher Harrier, Niger, Gossamer und Hussar der Halcyon-Klasse verstärkt worden war. Beim Angriff am 2. Mai 1942 auf den Kreuzer wurde die Hermann Schoemann von der Edinburgh schwer getroffen. In durch Schneeschauer und Rauchschleier stark behinderten heftigen Gefechten beschädigten Z 24 und Z 25 die Forester und die Foresight  schwer und Z 25 erzielte um 7:02 Uhr einen Treffer mittschiffs auf der Backbordseite der Edinburgh. Die neuen Zerstörungen machten den Kreuzer unrettbar, so dass er aufgegeben und von der Foresight versenkt werden musste. Als die sowjetischen Zerstörer Gremyashchi und Sokrushitelny zu Hilfe kamen, zogen sich die Deutschen zurück. Z 24 und U 88 retteten den größten Teil der Besatzung der Hermann Schoemann. Z 25 sicherte die Übernahme der Schiffbrüchigen. Sie hatte einen 12-cm-Treffer im Funkraum erhalten (vier Tote, sieben Verletzte). Sie verlegte zurück nach Trondheim und von dort mit der vor Ort notreparierten Prinz Eugen vom 16. bis zum 18. Mai nach Kiel. Bei der Deschimag in Wesermünde wurde der Zerstörer in Stand gesetzt und erhielt für das Einzelgeschütz auf der Back den für die Klasse entwickelten Doppelturm.
Am 11. November 1942 verlegte die wieder einsatzbereite Z 25 zusammen mit dem Leichten Kreuzer Nürnberg von Swinemünde nach Trondheim. Vom 15. bis zum 19. Januar 1943 suchte Z 25 mit der Friedrich Ihn, der Paul Jacobi, Z 24 und der Karl Galster in der Nordsee erfolglos nach norwegischen Frachtschiffen, die von Göteborg nach Großbritannien durchzubrechen versuchen; die Norweger hatten in der Mehrzahl in Kenntnis der deutschen Reaktion den Versuch abgebrochen. Ab dem 23. Januar 1943 erfolgte ein weiterer Versuch, das Schlachtschiff Scharnhorst und den Schweren Kreuzer Prinz Eugen aus der Ostsee nach Norwegen zu verlegen. Die Paul Jacobi, Z 24 und Z 25 liefen aus Kristiansand dem Verband entgegen. Als am 25. Januar britische Aufklärungsflieger den Verband entdeckten, brachen die schweren Einheiten den Verlegungsmarsch ab und die Zerstörer liefen nach Kristiansand. Auf ihrem Weg weiter nach Bergen wurden die Paul Jacobi, die Erich Steinbrinck, Z 24 und Z 25 durch britische Torpedoflieger angegriffen.
Am 8. Februar 1943 erhielten die Zerstörer der 8. Zerstörerflottille den Befehl, in die Biskaya zu verlegen. Sie liefen zuerst nach Kristiansand und begannen am 5. März mit Z 23, Z 24, Z 25, Z 32 und Z 37 den Marsch aus der Nordsee durch den Kanal in die Biskaya unter Kapitän zur See Erdmenger. Vor Dover wurde die Flottille von britischer Küstenartillerie beschossen und von MTBs erfolglos angegriffen. Am 6. März erreichte die Flottille Le Havre, am 7. Cherbourg und am 8. März Bordeaux. Wegen einer Maschinenhavarie musste Z 25 aber in die Werft in Wesermünde zurückkehren. Am 22. April 1943 ging sie wieder nach Norwegen, kehrte allerdings im August zu einer planmäßigen Werftliegezeit nach Deutschland zurück. Bei den anschließenden Erprobungen in der Ostsee erlitt sie einen Grundminentreffer, der die Backbordmaschine schwer beschädigte.

### Einsätze in der Ostsee
Erst 1944 war der Zerstörer wieder einsatzbereit. Am 13. Februar 1944 verlegte Z 25 mit Z 35 und T 30 nach Reval und blieb bis zum Kriegsende in der Ostsee im Einsatz. Am 12. März beschossen Z 25, Z 28 und Z 39 der 6. Zerstörerflottille unter Kapitän zur See Kothe sowjetische Stellungen bei Hungerburg bei Narva. Vom 13. März bis zum 26. April waren die Zerstörer mit sechs Einsätzen mit Z 25, Z 28, Z 35 und Z 39 an der Erneuerung der Seeigel-Sperren im Finnischen Meerbusen beteiligt. Bis zum 20. Mai legten die Zerstörer, Minenschiffe und kleinere Fahrzeuge insgesamt 7599 Minen und 2795 Sperrschutzmittel aus. Am 21. April ging dabei das Minenschiff Roland auf einer eigenen Sperre verloren. Trotz der Zusage des finnischen Staatspräsidenten Ryti, jeden Sonderfrieden mit der Sowjetunion abzulehnen, liefen der Schwere Kreuzer Lützow und die Zerstörer Z 28, Z 25, Z 35 und Z 36 am 28. Juni nach Utö, um die deutsche Besetzung der Aaland-Inseln vorzubereiten. Das Unternehmen („Tanne West“) wurde aber verschoben und später ganz aufgegeben. Die in Turku stationierte 6. Zerstörerflottille verlegte am 30. Juli/1. August 1944 mit Z 25, Z 28, Z 35 und Z 36 nach Riga, um zur Unterstützung des Heeres Küstenbeschießungen vorzubereiten.
Am 20./21. August beschossen die Zerstörer in der 2. Kampfgruppe mit dem Schweren Kreuzer Prinz Eugen unter Vizeadmiral Thiele am Rigaer Meerbusen bei Tukkum durchgebrochene Spitzen der Roten Armee. Mit Unterstützung der Schiffsartillerie konnte eine Landverbindung zur abgeschnittenen Heeresgruppe Nord wieder hergestellt werden.
Nachdem Finnland am 2. September den Abzug der deutschen Truppen aus Finnland gefordert hatte, versuchten die Deutschen, an Finnland abgegangene Lieferungen wieder aufzuhalten. Z 25 konnte nordwestlich von Dagö den finnischen Dampfer Najaden stellen. Der aus Danzig kommende Dampfer wurde nach Riga gebracht und acht Panzer, Lastwagen und die Kohlenladung wurden entladen, ehe das Schiff seine Fahrt fortsetzen durfte.
Am 23. September sicherten Z 25 mit Z 28 und der 3. Torpedobootsflottille mit T 20, T 13, T 17 und T 19 den letzten deutschen Geleitzug mit mehr als 9000 Menschen auf dem Schulschiff Hansa (Schiff 5, ex brit. Glengarry), vier Transportern und dem Lazarettschiff Oberhausen aus Reval, der auf der weiteren Fahrt von der Prinz Eugen, der Lützow, Z 35 und Z 36 zusätzlich gesichert wurde. Am 21. evakuierte Z 25 mit Z 28 noch 370 Flüchtlinge aus Baltischport nach Libau. Am folgenden Tag sicherte der Zerstörer wieder mit Z 28 die letzten vier aus Finnland kommenden Transporter mit Wehrmachtspersonal und -gütern nach Gotenhafen. Es folgten Transporte von Heeresangehörigen von Gotenhafen nach Memel und zurück von Marinehelfern und -helferinnen. Gegen zwischen Libau und Memel bis an die Ostsee durchgebrochene sowjetische Truppen wurde Z 25 am 11./12. Oktober 1944 mit dem Schweren Kreuzer Prinz Eugen sowie Z 35 und Z 36 eingesetzt. Z 25 erlitt wahrscheinlich durch einen Torpedostreifschuss einen Schraubenschaden und durch Bordwaffenbeschuss sowjetischer Flieger Bunkerleckagen und musste in eine Werft.
Als am 4. November 1944 die 8. Zerstörerflottille „Narvik“ wieder aufgestellt wurde, setzte der Flottillenchef Heinrich Gerlach, der erste Kommandant der Z 25, zuerst auf ihr seinen Stander, um am 20. November dann auf Z 35 umzusteigen. Vom 19. bis zum 21. November 1944 erfolgte der erste Einsatz von Z 25 in der Kampfgruppe Thiele mit der Prinz Eugen und den Zerstörern Z 35, Z 36 und Z 43 bei der Beschießung von Landzielen bei Sworbe. Z 25 beteiligte sich auch noch an der Luftsicherung der zur Ablösung eintreffenden Admiral Scheer.
Die nächsten Einsätze der Z 25 erfolgten erst Ende Januar 1945 in der Kampfgruppe 2/Thiele mit der Prinz Eugen, der Paul Jacobi und den Torpedobooten T 1, T 12, T 23, T 33 und T 35 (später auch der Admiral Scheer, Z 34, T 28, T 36) bei der Artillerieunterstützung verschiedener deutscher Brückenköpfe auf Samland.
Ab Mitte Februar sicherte Z 25 vorrangig Flüchtlingsgeleite zwischen Gotenhafen und Saßnitz, so die Deutschland am 18./19., die Pretoria am 23./25., die Hamburg am 26./27. Februar. Am 26. März 1945 geleitete Z 25 mit der Paul Jacobi die Potsdam, die Goya und die Kanonier mit rund 22.000 Flüchtlingen und Verwundeten nach Kopenhagen. Ab Mitte April lag Z 25 in Kopenhagen ohne Einsatz wegen Treibstoffmangels.

### Letzte Evakuierungsfahrten
Z 25 gehörte zu den beim Inkrafttreten der Kapitulation in Nordwestdeutschland und Dänemark außerhalb der Hoheitsgewässer befindlichen Schiffen, die am 5. Mai 1945 in Hela 45.000 Flüchtlinge an Bord nahmen und nach Kopenhagen brachten. Wie andere schnelle Kriegsschiffe am 7. Mai auf der Reede entladen, lief sie erneut Hela an und nahm dort weitere Soldaten und Flüchtlinge an Bord, die am 10. Mai in der Kieler Bucht ausgeschifft wurden. Der Zerstörer stellte an diesem Tag außer Dienst.

## Kommandanten
| 30.11.1940 bis 07.1941 | KK Heinrich Gerlach                     | zuletzt Vizeadmiral (Bundesmarine) |
| 07.–09.1941            | KL/KK Kurt Haun I.O.(in Vertretung)     |                                    |
| 09.1941 bis 08.1943    | KK/FK Heinz Peters                      |                                    |
| 08.1943 bis 12.1943    | KK Carl-Heinz Birnbacher                | Konteradmiral (Bundesmarine)       |
| 08.–12.1943            | KL Alexander Opalka I.O.(in Vertretung) |                                    |
| 12.1943 bis 10.05.1945 | KK/FK Alfred Gohrbandt                  |                                    |

## Nachkriegsverwendung
Am 16. und 17. Juni 1945 verlegte Z 25 mit deutschem Maschinenpersonal und britischem Bewachungskommando nach Wilhelmshaven. Am 4./5. Januar 1946 verlegte der Zerstörer nach Rosyth, wo die Royal Navy am 6. Januar 1946 den Zerstörer übernahm. Am 2. Februar 1946 wurde das Boot in Cherbourg an Frankreich übergeben und am 4. Februar als Hoche in Dienst gestellt. Namensgeber war der Revolutionsgeneral Lazare Hoche. Gleichzeitig wurden Z 31 als Marceau, Z 5 Paul Jacobi als Desaix und Z 6 Theodor Riedel als Kleber übernommen. Die vier Zerstörer bildeten die 1. DCT (division de contre torpilleurs). Zu Modernisierungen wurden die Zerstörer ab 1948 wieder außer Dienst gestellt, zuletzt auch die Hoche (T02) am 1. Januar 1949.
Von Januar 1950 bis März 1953 wurde das Boot grundlegend modernisiert. Am 16. Oktober wurde es als schnelles Geleitschiff mit der Kennung D-602 wieder in Dienst gestellt und anschließend im Mittelmeer eingesetzt. Der 15-cm-Doppelturm auf dem Vorschiff wurde durch ein Einzelgeschütz ersetzt. Die deutsche Flugabwehrbewaffnung wurde bis auf zwei 20-mm-Zwillingsgeschütze im Brückenbereich entfernt; für die anderen Fla-Geschütze kamen acht 40-mm/L60-Geschütze aus französischer Produktion an Bord, die paarweise nebeneinander vor der Brücke, vor und hinter dem hinteren Schornstein und auf dem hinteren Deckshaus aufgestellt wurden. Die deutschen Torpedorohre wurden gegen zwei französische 550-mm-Drillingssätze getauscht. Dazu erhielt die Hoche eine neue Radaranlage. 1956 kam der Zerstörer zur Hafen-Reserve in Toulon. 1958 zum Abbruch verkauft, wurde das Boot dann 1961/62 verschrottet.